# ایگور بارش
ایگور بارِش (چکی: Igor Bareš؛ زادهٔ ۱۵ آوریل ۱۹۶۶) بازیگر اهل جمهوری چک است.
از فیلم‌ها یا مجموعه‌های تلویزیونی که وی در آن‌ها نقش داشته‌است، می‌توان به بوته سوزان، شارلاتان، انتروپوید، لحظات دلپذیر و شهر خورشید اشاره نمود.